# Llista de topònims de Fontpedrosa
Llista de topònims (noms propis de lloc) de Fontpedrosa (Conflent).
Informació actualitzada per un bot. Els canvis manuals es perdran quan s'actualitzi!

## cim
| imatge | Nom                        | Ubicat a    | instància de | Detalls | coordenades | Protecció | Commons (més fotos) | Dades a WD                    |
| ------ | -------------------------- | ----------- | ------------ | ------- | --- | --------- | ------------------- | ----------------------------- |
|        | Pic de Monellet            | Fontpedrosa | cim muntanya |         | 42° 26′ 48″ N, 2° 11′ 14″ E / 42.446537°N,2.187298°E 2727 msnm                                                              |           |                     | Modifica les dades a Wikidata |
|        | Pic de Racó Gros           | Fontpedrosa | cim muntanya |         | 42° 25′ 56″ N, 2° 11′ 14″ E / 42.4322202523°N,2.1871139362°E 42° 25′ 56″ N, 2° 11′ 14″ E / 42.432194°N,2.187297°E 2782 msnm |           | Pic de Racó Gros    | Modifica les dades a Wikidata |
|        | Pic dels Bacivers de Prats | Fontpedrosa | cim muntanya |         | 42° 26′ 13″ N, 2° 13′ 54″ E / 42.436944444444°N,2.2316666666667°E 2745.3 msnm                                               |           |                     | Modifica les dades a Wikidata |
|        | Puig Rodon                 | Fontpedrosa | cim muntanya |         | 42° 27′ 55″ N, 2° 12′ 19″ E / 42.465322°N,2.205372°E 2677 msnm                                                              |           |                     | Modifica les dades a Wikidata |

## collada
| imatge | Nom                      | Ubicat a             | instància de             | Detalls         | coordenades                                                                   | Protecció | Commons (més fotos) | Dades a WD                    |
| ------ | ------------------------ | -------------------- | ------------------------ | --------------- | ----------------------------------------------------------------------------- | --------- | ------------------- | ----------------------------- |
|        | Coll d'en Guilla de Dalt | Fontpedrosa Planès   | collada                  |                 | 42° 29′ 41″ N, 2° 09′ 17″ E / 42.494802777778°N,2.1548527777778°E 1603.6 msnm |           |                     | Modifica les dades a Wikidata |
|        | Coll de Carançà          | Fontpedrosa Queralbs | collada                  |                 | 42° 25′ 05″ N, 2° 11′ 43″ E / 42.418183°N,2.195223°E 2723 2739.1 msnm         |           |                     | Modifica les dades a Wikidata |
|        | Coll de Noucreus         | Queralbs Fontpedrosa | collada port de muntanya | Hi passa: GR 11 | 42° 25′ 03″ N, 2° 11′ 23″ E / 42.41745°N,2.189708°E 2796 msnm                 |           | Coll de Noucreus    | Modifica les dades a Wikidata |
|        | coll de la Geganta       | Setcases Fontpedrosa | collada                  |                 | 42° 25′ 51″ N, 2° 14′ 50″ E / 42.43074°N,2.247298°E 2603 msnm                 |           | Coll de la Geganta  | Modifica les dades a Wikidata |

## església
| imatge | Nom                                               | Ubicat a                       | instància de          | Detalls                                                                                       | coordenades                                                                        | Protecció | Commons (més fotos)                     | Dades a WD                    |
| ------ | ------------------------------------------------- | ------------------------------ | --------------------- | --------------------------------------------------------------------------------------------- | ---------------------------------------------------------------------------------- | --------- | --------------------------------------- | ----------------------------- |
|        | Mare de Déu de la Salut de Sant Tomàs de Balaguer | Fontpedrosa                    | església              |                                                                                               | 42° 30′ 14″ N, 2° 10′ 00″ E / 42.504008°N,2.166628°E 1094.6 msnm                   |           |                                         | Modifica les dades a Wikidata |
|        | Sant Josep de Prats de Balaguer                   | Fontpedrosa                    | església              |                                                                                               | 42° 29′ 55″ N, 2° 10′ 18″ E / 42.498744°N,2.171561°E Prats de Balaguer 1309.3 msnm |           | Chapelle Saint-Joseph de Prats-Balaguer | Modifica les dades a Wikidata |
|        | església de Santa Maria de Fontpedrosa            | Fontpedrosa                    | església Ús: església | Dedicat a: Verge Maria                                                                        | 42° 30′ 40″ N, 2° 10′ 41″ E / 42.5111°N,2.1781°E 1038.4 msnm                       |           | Église Sainte-Marie de Fontpédrouse     | Modifica les dades a Wikidata |
|        | església de Santa Maria de Prats de Balaguer      | Fontpedrosa Pirineus Orientals | església Ús: església | Estil: arquitectura romànica Anomenat per: Santíssima Trinitat Dedicat a: Santíssima Trinitat | 42° 29′ 58″ N, 2° 10′ 24″ E / 42.4994°N,2.17331°E 1316.9 msnm                      |           | Église de la Trinité de Prats-Balaguer  | Modifica les dades a Wikidata |

## instal·lació esportiva
| imatge | Nom                                   | Ubicat a    | instància de                              | Detalls | coordenades                                                                                    | Protecció | Commons (més fotos) | Dades a WD                    |
| ------ | ------------------------------------- | ----------- | ----------------------------------------- | ------- | ---------------------------------------------------------------------------------------------- | --------- | ------------------- | ----------------------------- |
|        | cabana d'Aixeques                     | Fontpedrosa | instal·lació esportiva refugi de muntanya |         | 42° 28′ 33″ N, 2° 10′ 55″ E / 42.47594°N,2.18206°E fr:PRATS-BALAGUER-BASSIN 66360 Fontpédrouse |           |                     | Modifica les dades a Wikidata |
|        | refugi de l'Orri del Prat de Balaguer | Fontpedrosa | instal·lació esportiva refugi de muntanya |         | 42° 27′ 42″ N, 2° 11′ 09″ E / 42.46178°N,2.18593°E                                             |           |                     | Modifica les dades a Wikidata |

## llac
| imatge | Nom                            | Ubicat a                       | instància de      | Detalls | coordenades                                                                   | Protecció | Commons (més fotos) | Dades a WD                    |
| ------ | ------------------------------ | ------------------------------ | ----------------- | ------- | ----------------------------------------------------------------------------- | --------- | ------------------- | ----------------------------- |
|        | Estany Blau                    | Fontpedrosa Pirineus Orientals | llac llac glacial |         | 42° 25′ 12″ N, 2° 12′ 07″ E / 42.42°N,2.202°E vall de Carançà 2583.4 msnm     |           |                     | Modifica les dades a Wikidata |
|        | Estany Blau                    | Fontpedrosa                    | llac              |         | 42° 26′ 12″ N, 2° 11′ 58″ E / 42.436592°N,2.199358°E 2249 msnm                |           |                     | Modifica les dades a Wikidata |
|        | Estany Gros de Carançà         | Fontpedrosa                    | llac llac glacial |         | 42° 25′ 59″ N, 2° 11′ 57″ E / 42.433°N,2.1991°E 2264 msnm                     |           |                     | Modifica les dades a Wikidata |
|        | Estany Negre                   | Fontpedrosa                    | llac              |         | 42° 25′ 23″ N, 2° 12′ 15″ E / 42.42317°N,2.20405°E                            |           |                     | Modifica les dades a Wikidata |
|        | Estany dels Bacivers           | Fontpedrosa                    | llac              |         | 42° 25′ 59″ N, 2° 14′ 07″ E / 42.433187°N,2.235403°E 2609.7 msnm              |           |                     | Modifica les dades a Wikidata |
|        | Estanyol de Coma Mitjana       | Fontpedrosa                    | llac              |         | 42° 25′ 59″ N, 2° 13′ 20″ E / 42.433127°N,2.222187°E 2501.7 msnm              |           |                     | Modifica les dades a Wikidata |
|        | Estanys de la Coma de l'Infern | Fontpedrosa                    | llac              |         | 42° 25′ 47″ N, 2° 12′ 36″ E / 42.429624°N,2.209988°E 2555.7 msnm              |           |                     | Modifica les dades a Wikidata |
|        | La Basseta                     | Fontpedrosa                    | llac              |         | 42° 26′ 20″ N, 2° 11′ 59″ E / 42.439011111111°N,2.1998472222222°E 2240.8 msnm |           |                     | Modifica les dades a Wikidata |
|        | l'Estanyol                     | Fontpedrosa                    | llac              |         | 42° 26′ 02″ N, 2° 09′ 43″ E / 42.433751°N,2.162035°E 2327.7 msnm              |           |                     | Modifica les dades a Wikidata |

## muntanya
| imatge | Nom                         | Ubicat a                      | instància de | Detalls                        | coordenades                                                                                  | Protecció | Commons (més fotos)        | Dades a WD                    |
| ------ | --------------------------- | ----------------------------- | ------------ | ------------------------------ | -------------------------------------------------------------------------------------------- | --------- | -------------------------- | ----------------------------- |
|        | Cim de la Baga              | Fontpedrosa Planès            | muntanya     |                                | 42° 28′ 20″ N, 2° 09′ 26″ E / 42.472136°N,2.157214°E 2264.3 msnm                             |           |                            | Modifica les dades a Wikidata |
|        | Pic Cucurucull              | Fontpedrosa                   | muntanya     |                                | 42° 29′ 20″ N, 2° 10′ 56″ E / 42.488914°N,2.182128°E 1912 msnm                               |           |                            | Modifica les dades a Wikidata |
|        | Pic Gallinàs                | Fontpedrosa Toès i Entrevalls | muntanya     |                                | 42° 28′ 40″ N, 2° 12′ 55″ E / 42.4777793254°N,2.2153093651°E 2624 msnm                       |           | Pic Gallinàs (Fontpedrosa) | Modifica les dades a Wikidata |
|        | Pic d'Eina                  | Queralbs Fontpedrosa          | muntanya     |                                | 42° 25′ 25″ N, 2° 09′ 25″ E / 42.423552777778°N,2.1568194444444°E 2789 msnm                  |           | Pic d'Eina                 | Modifica les dades a Wikidata |
|        | Pic de Bastiments           | Setcases Queralbs Fontpedrosa | muntanya     |                                | 42° 25′ 34″ N, 2° 13′ 58″ E / 42.4262224049°N,2.2328618189°E 2881 msnm                       |           | Bastiments                 | Modifica les dades a Wikidata |
|        | Pic de Coma Mitjana         | Fontpedrosa                   | muntanya     |                                | 42° 26′ 30″ N, 2° 12′ 35″ E / 42.441761°N,2.209608°E 2732 msnm                               |           |                            | Modifica les dades a Wikidata |
|        | Pic de Dalt de Coma Mitjana | Fontpedrosa                   | muntanya     |                                | 42° 26′ 02″ N, 2° 13′ 01″ E / 42.433975°N,2.217019°E 2744.1 msnm                             |           |                            | Modifica les dades a Wikidata |
|        | Pic de Freser               | Fontpedrosa                   | muntanya     |                                | 42° 25′ 23″ N, 2° 13′ 10″ E / 42.42305556°N,2.21944444°E 2834 msnm                           |           |                            | Modifica les dades a Wikidata |
|        | Pic de Noucreus             | Queralbs Fontpedrosa          | muntanya     |                                | 42° 25′ 10″ N, 2° 11′ 03″ E / 42.419444°N,2.184167°E 2801 msnm                               |           | Noucreus                   | Modifica les dades a Wikidata |
|        | Pic de Noufonts             | Queralbs Fontpedrosa          | muntanya     |                                | 42° 25′ 29″ N, 2° 10′ 04″ E / 42.4246523941°N,2.16788405017°E 2861 msnm                      |           | Pic de Nou Fonts           | Modifica les dades a Wikidata |
|        | Pic de Racó Petit           | Fontpedrosa                   | muntanya     |                                | 42° 24′ 25″ N, 2° 11′ 14″ E / 42.406961°N,2.187278°E 2782 msnm                               |           |                            | Modifica les dades a Wikidata |
|        | Pic de l'Infern             | Fontpedrosa                   | muntanya     |                                | 42° 25′ 26″ N, 2° 12′ 49″ E / 42.4239313658°N,2.21373246579°E 2870 msnm                      |           | Pic de l'Infern            | Modifica les dades a Wikidata |
|        | Pic de l'Orri               | Fontpedrosa Planès            | muntanya     |                                | 42° 27′ 37″ N, 2° 09′ 36″ E / 42.460336111111°N,2.1601361111111°E 2558 msnm                  |           |                            | Modifica les dades a Wikidata |
|        | Pic de la Fossa del Gegant  | Queralbs Fontpedrosa          | muntanya     | Anomenat per: fossa del Gegant | 42° 25′ 02″ N, 2° 11′ 26″ E / 42.417222°N,2.190556°E vall de Carançà Vall de Núria 2808 msnm |           | Pic de la Fossa del Gegant | Modifica les dades a Wikidata |
|        | Pic del Joquiner            | Fontpedrosa Planès            | muntanya     |                                | 42° 29′ 32″ N, 2° 09′ 24″ E / 42.492339°N,2.156767°E 1711.6 msnm                             |           |                            | Modifica les dades a Wikidata |
|        | Pic dels Gorgs              | Queralbs Fontpedrosa          | muntanya     |                                | 42° 25′ 23″ N, 2° 12′ 54″ E / 42.422988888889°N,2.21495°E 2843.3 msnm                        |           |                            | Modifica les dades a Wikidata |
|        | Piló de la Xemeneia         | Fontpedrosa                   | muntanya     |                                | 42° 27′ 15″ N, 2° 11′ 40″ E / 42.454161°N,2.194531°E 2592 msnm                               |           |                            | Modifica les dades a Wikidata |
|        | Puig Anyella                | Fontpedrosa                   | muntanya     |                                | 42° 25′ 59″ N, 2° 10′ 10″ E / 42.433075°N,2.169556°E 2602.5 msnm                             |           |                            | Modifica les dades a Wikidata |
|        | Puig Rodó                   | Fontpedrosa                   | muntanya     |                                | 42° 26′ 09″ N, 2° 10′ 04″ E / 42.435736°N,2.167883°E 2646.1 msnm                             |           |                            | Modifica les dades a Wikidata |
|        | Puig d'Ombriaga             | Fontpedrosa                   | muntanya     |                                | 42° 26′ 01″ N, 2° 15′ 03″ E / 42.43361111°N,2.25083333°E 2638 msnm                           |           |                            | Modifica les dades a Wikidata |
|        | Puig de Morens              | Setcases Fontpedrosa          | muntanya     |                                | 42° 26′ 19″ N, 2° 15′ 23″ E / 42.438678°N,2.256506°E 2685.7 msnm                             |           |                            | Modifica les dades a Wikidata |
|        | Puig de la Feixa Llarga     | Fontpedrosa Nyer              | muntanya     |                                | 42° 27′ 57″ N, 2° 14′ 35″ E / 42.465939°N,2.242975°E 1924.7 msnm                             |           |                            | Modifica les dades a Wikidata |
|        | Puig del Coll d'Eina        | Queralbs Fontpedrosa          | muntanya     |                                | 42° 25′ 07″ N, 2° 08′ 47″ E / 42.418497°N,2.14651°E 2772 msnm                                |           |                            | Modifica les dades a Wikidata |
|        | Roc del Boc                 | Fontpedrosa Planès            | muntanya     |                                | 42° 26′ 47″ N, 2° 09′ 19″ E / 42.4463355484°N,2.15515749301°E 2774 msnm                      |           | Roc del Boc                | Modifica les dades a Wikidata |
|        | Roca Corba                  | Fontpedrosa Planès            | muntanya     |                                | 42° 29′ 11″ N, 2° 09′ 38″ E / 42.486417°N,2.160658°E 1829.9 msnm                             |           |                            | Modifica les dades a Wikidata |
|        | Serrat de l'Escaldat        | Fontpedrosa Planès            | muntanya     |                                | 42° 28′ 10″ N, 2° 09′ 33″ E / 42.469389°N,2.159263°E                                         |           |                            | Modifica les dades a Wikidata |
|        | Torre d'Eina                | Eina Fontpedrosa Planès       | muntanya     |                                | 42° 26′ 04″ N, 2° 08′ 50″ E / 42.4344424965°N,2.14714732054°E 2830 msnm                      |           | Torre d'Eina               | Modifica les dades a Wikidata |
|        | pics de la Vaca             | Queralbs Fontpedrosa          | muntanya     |                                | 42° 25′ 02″ N, 2° 12′ 23″ E / 42.417303°N,2.206367°E 2820 msnm                               |           | Pics de la Vaca            | Modifica les dades a Wikidata |

## poble
| imatge | Nom                    | Ubicat a                       | instància de | Detalls | coordenades                                                                            | Protecció | Commons (més fotos) | Dades a WD                    |
| ------ | ---------------------- | ------------------------------ | ------------ | ------- | -------------------------------------------------------------------------------------- | --------- | ------------------- | ----------------------------- |
|        | Prats de Balaguer      | Fontpedrosa                    | poble        |         | 42° 30′ 46″ N, 2° 10′ 51″ E / 42.512777777778°N,2.1808333333333°E 1309 msnm            |           | Prats-Balaguer      | Modifica les dades a Wikidata |
|        | Sant Tomàs de Balaguer | Fontpedrosa Pirineus Orientals | poble        |         | 42° 30′ 15″ N, 2° 10′ 01″ E / 42.504227777778°N,2.1668916666667°E Conflent 1095.8 msnm |           |                     | Modifica les dades a Wikidata |

## port de muntanya
| imatge | Nom                         | Ubicat a               | instància de     | Detalls                        | coordenades | Protecció | Commons (més fotos) | Dades a WD                    |
| ------ | --------------------------- | ---------------------- | ---------------- | ------------------------------ | --- | --------- | ------------------- | ----------------------------- |
|        | Coll Mitjà                  | Fontpedrosa            | port de muntanya | Hi passa: GR 10 GR 36 (França) | 42° 28′ 19″ N, 2° 12′ 46″ E / 42.4719°N,2.2129°E 42° 28′ 19″ N, 2° 12′ 47″ E / 42.471992°N,2.213042°E vall de Carançà 2367 msnm |           | Coll Mitjà          | Modifica les dades a Wikidata |
|        | Coll d'en Bernat            | Fontpedrosa            | port de muntanya |                                | 42° 25′ 44″ N, 2° 10′ 21″ E / 42.428847°N,2.172483°E 2627.3 msnm                                                                |           |                     | Modifica les dades a Wikidata |
|        | Coll d'en Guilla            | Fontpedrosa Planès     | port de muntanya |                                | 42° 30′ 00″ N, 2° 09′ 07″ E / 42.500011111111°N,2.1519833333333°E 1470.4 msnm                                                   |           |                     | Modifica les dades a Wikidata |
|        | Coll d'en Guilla de Baix    | Fontpedrosa Planès     | port de muntanya |                                | 42° 30′ 00″ N, 2° 09′ 08″ E / 42.500011111111°N,2.1520944444444°E 1670.7 msnm                                                   |           |                     | Modifica les dades a Wikidata |
|        | Coll de la Fossa del Gegant | Fontpedrosa            | port de muntanya |                                | 42° 25′ 19″ N, 2° 11′ 05″ E / 42.422083°N,2.184686°E 2708.2 msnm                                                                |           |                     | Modifica les dades a Wikidata |
|        | Coll del Burro              | Fontpedrosa Nyer       | port de muntanya |                                | 42° 27′ 34″ N, 2° 14′ 38″ E / 42.4595°N,2.243922°E 2289.6 msnm                                                                  |           |                     | Modifica les dades a Wikidata |
|        | Collada de Racó Petit       | Fontpedrosa            | port de muntanya |                                | 42° 26′ 36″ N, 2° 11′ 08″ E / 42.443289°N,2.185447°E 2673.2 msnm                                                                |           |                     | Modifica les dades a Wikidata |
|        | Collada dels Cerdans        | Fontpedrosa            | port de muntanya |                                | 2407 msnm |           |                     | Modifica les dades a Wikidata |
|        | La Collada                  | Canavelles Fontpedrosa | port de muntanya |                                | 42° 31′ 32″ N, 2° 11′ 12″ E / 42.525592°N,2.186758°E 1530.7 msnm                                                                |           |                     | Modifica les dades a Wikidata |

## riu
| imatge | Nom         | Ubicat a           | instància de | Detalls                                                   | coordenades                                                                                               | Protecció | Commons (més fotos) | Dades a WD                    |
| ------ | ----------- | ------------------ | ------------ | --------------------------------------------------------- | --- | --------- | ------------------- | ----------------------------- |
|        | La Riberola | Fontpedrosa        | riu          | Desemboca: Tet Llarg: 10.3km                              | 42° 25′ 45″ N, 2° 09′ 30″ E / 42.429183°N,2.158294°E 42° 30′ 17″ N, 2° 10′ 02″ E / 42.504817°N,2.167125°E |           | La Riberola         | Modifica les dades a Wikidata |
|        | Tet         | Pirineus Orientals | riu          | Desemboca: mar Mediterrània Llarg: 115.8km Conca: 1369km² | 42° 42′ 48″ N, 3° 02′ 23″ E / 42.713333333333°N,3.0397222222222°E                                         |           | Têt                 | Modifica les dades a Wikidata |

## wilderness hut
| imatge | Nom                          | Ubicat a    | instància de   | Detalls | coordenades                                                             | Protecció | Commons (més fotos) | Dades a WD                    |
| ------ | ---------------------------- | ----------- | -------------- | ------- | ----------------------------------------------------------------------- | --------- | ------------------- | ----------------------------- |
|        | Cabane d'Aixques             | Fontpedrosa | wilderness hut |         | 42° 28′ 34″ N, 2° 10′ 55″ E / 42.476225189°N,2.1818712011°E             |           |                     | Modifica les dades a Wikidata |
|        | Refuge de l'Orri de Riberola | Fontpedrosa | wilderness hut |         | 42° 27′ 38″ N, 2° 10′ 32″ E / 42.460613140054186°N,2.1756146373449603°E |           |                     | Modifica les dades a Wikidata |

## Misc
| imatge | Nom                                           | Ubicat a                                                                                         | instància de                                | Detalls | coordenades | Protecció                                                    | Commons (més fotos)                         | Dades a WD                    |
| ------ | --------------------------------------------- | ------------------------------------------------------------------------------------------------ | ------------------------------------------- | --- | --- | ------------------------------------------------------------ | ------------------------------------------- | ----------------------------- |
|        | Bosc Comunal de Fontpedrosa                   | Fontpedrosa                                                                                      | bosc comunal                                | | 42° 28′ 51″ N, 2° 11′ 58″ E / 42.480833333333°N,2.1994444444444°E                                                                                   |                                                              |                                             | Modifica les dades a Wikidata |
|        | Bosc Estatal de Fontpedrosa                   | Fontpedrosa                                                                                      | bosc estatal                                | Superfície: 6.66km²                                                                                                 | 42° 30′ 46″ N, 2° 10′ 38″ E / 42.512777777778°N,2.1772222222222°E                                                                                   |                                                              |                                             | Modifica les dades a Wikidata |
|        | Carançà                                       | Fontpedrosa Nyer Toès i Entrevalls Conflent                                                      | torrent                                     | Desemboca: Tet Llarg: 15.3km Conca: 43.2km²                                                                         | 42° 31′ 28″ N, 2° 13′ 14″ E / 42.52433°N,2.22049°E 843 msnm                                                                                         | zona ZNIEFF lloc natural catalogat                           | Carança                                     | Modifica les dades a Wikidata |
|        | Castell de Prats de Balaguer                  | Fontpedrosa                                                                                      | ruïnes de castell                           | | 42° 29′ 41″ N, 2° 10′ 14″ E / 42.49467°N,2.17063°E 740.9 msnm                                                                                       |                                                              | Château de Prats-Balaguer                   | Modifica les dades a Wikidata |
|        | Els Banys de Sant Tomàs                       | Fontpedrosa                                                                                      | banys públics                               | | 42° 30′ 00″ N, 2° 10′ 02″ E / 42.5°N,2.1672°E Conflent 1159.8 msnm                                                                                  |                                                              | Bains de Saint-Thomas                       | Modifica les dades a Wikidata |
|        | Estació de Fontpedrosa - Banys de Sant Tomàs  | Fontpedrosa                                                                                      | estació de ferrocarril                      | | 42° 30′ 50″ N, 2° 11′ 19″ E / 42.513762°N,2.1885°E 1051 msnm                                                                                        |                                                              | Gare de Fontpédrouse-Saint-Thomas-les-Bains | Modifica les dades a Wikidata |
|        | Prats i Sant Tomàs                            | Pirineus Orientals Fontpedrosa                                                                   | municipi francès                            | | 42° 29′ 54″ N, 2° 10′ 16″ E / 42.4984°N,2.171°E |                                                              | Prats-Saint-Thomas                          | Modifica les dades a Wikidata |
|        | Puigmal-Carançà                               | Er Eina Fontpedrosa Llo Nyer Oceja Planès Sant Pere dels Forcats Toès i Entrevalls Vallcebollera | Zona d'especial protecció per a les aus     | 2006-03-07 Superfície: 10260ha Anomenat per: Carançà                                                                | |                                                              |                                             | Modifica les dades a Wikidata |
|        | Sant Pau de Fontpedrosa                       | Fontpedrosa                                                                                      | oratori                                     | | 42° 30′ 48″ N, 2° 11′ 08″ E / 42.513383°N,2.185671°E 1035.4 msnm                                                                                    |                                                              |                                             | Modifica les dades a Wikidata |
|        | Torrent de Carançà, riu Tet i riu de Morellàs | Angostrina i Vilanova de les Escaldes Fontpedrosa Morellàs i les Illes els Angles                | ordre de prefectura de protecció del biòtop | 1991-01-03 Superfície: 107.3427ha                                                                                   | 42° 27′ 36″ N, 2° 12′ 59″ E / 42.46011°N,2.21646°E                                                                                                  |                                                              |                                             | Modifica les dades a Wikidata |
|        | casa de la vila de Fontpedrosa                | Fontpedrosa                                                                                      | instal·lació Ús: seu del govern local       | | 42° 30′ 37″ N, 2° 10′ 39″ E / 42.5103749959976°N,2.17759667921351°E fr:LO BAINAT DAVAILL, 66360 FONTPEDROUSE                                        |                                                              | Town hall of Fontpédrouse                   | Modifica les dades a Wikidata |
|        | fossa del Gegant                              | Fontpedrosa                                                                                      | circ natural                                | Anomenat per: gegant                                                                                                | 42° 25′ 16″ N, 2° 11′ 19″ E / 42.4212°N,2.1886°E vall de Carançà                                                                                    |                                                              |                                             | Modifica les dades a Wikidata |
|        | la Bassa                                      | Fontpedrosa                                                                                      | bassa llac                                  | | 42° 26′ 52″ N, 2° 12′ 06″ E / 42.447803°N,2.201553°E 2161 msnm                                                                                      |                                                              |                                             | Modifica les dades a Wikidata |
|        | pont de Fontpedrosa                           | Fontpedrosa                                                                                      | pont ferroviari                             | Arquitecte: Paul Séjourné 1908 Travessa: Tet Hi passa: Tren Groc Llarg: 236.7m Alt: 65m Anomenat per: Paul Séjourné | 42° 31′ 04″ N, 2° 12′ 13″ E / 42.51777778°N,2.20361111°E                                                                                            | monument històric inventariat marca «Patrimoni del segle XX» | Pont Séjourné (Pyrénées-Orientales)         | Modifica les dades a Wikidata |
|        | refugi del Ras de Carançà                     | Fontpedrosa                                                                                      | refugi de muntanya instal·lació esportiva   | | 42° 27′ 52″ N, 2° 13′ 26″ E / 42.4644°N,2.2238°E 42° 27′ 51″ N, 2° 13′ 26″ E / 42.4643°N,2.2239°E fr:RAS DE LA CARANCA 66360 Fontpédrouse 1830 msnm |                                                              |                                             | Modifica les dades a Wikidata |
|        | serrat dels Llosers                           | Planès Fontpedrosa                                                                               | serra                                       | | 42° 26′ 19″ N, 2° 09′ 11″ E / 42.43872°N,2.15315°E                                                                                                  |                                                              |                                             | Modifica les dades a Wikidata |
|        | vall de Carançà                               | Fontpedrosa Toès i Entrevalls Nyer                                                               | vall                                        | | Carançà | zona ZNIEFF                                                  |                                             | Modifica les dades a Wikidata |